# Saba el Godo
Saba el Godo (Buzău, Valaquia gótica, 334 - río Buzău, 372) fue un mártir y santo tervingio que recibió el bautismo del obispo Ulfilas, conocido como el «apóstol de los godos». También se conoce su nombre como Sava, Sabbas, Sabas, Savo o Savva.
Saba fue martirizado en la persecución de los cristianos ordenada por Atanarico, fue canonizado y es venerado por la Iglesia ortodoxa, la Iglesia católica y las Iglesias ortodoxas orientales.
Cuando los jefes y sacerdotes paganos emprendieron la persecución de los cristianos, Saba abiertamente confesó su fe, negándose a probar la comida de los sacrificios paganos. Prendido el día de Pascuas junto con el presbítero Sapsal, le llevaron a una ciudad cercana, donde lo torturaron y ejecutaron, ahogándole en el río Morava (cerca de la fortaleza de Musov), o según otras fuentes en el río Buzău.
Según la leyenda, cuando a él y al sacerdote les ofrecieron probar la carne de sacrificio pagano, prometiendo soltarles, si lo hacían, el cura Sapsal respondió «mejor que nos crucifiquen que probemos la carne dañada por diablos». Y Sava preguntó quién les había mandado la carne. «El señor Afarid.» – fue la respuesta. «No hay otro Señor, como el que está en el cielo.» – dijo el mártir.
San Saba el Godo recibió martirio el 12 de abril de 372. Los verdugos dejaron su cuerpo a la orilla donde fue recuperado por otros cristianos. Más tarde uno de los caudillos escitas, Junio Sarán, trasladó las reliquias del santo a Capadocia, donde fueron recibidas por san Basilio el Grande.